# Alia Bitonci

a Compétitions nationales et continentales officielles uniquement.

b Matchs officiels uniquement.
Alia Bitonci, née le 27 mars 2006 à Moscou (Russie), est une joueuse internationale italienne de rugby à XV évoluant au poste de demi de mêlée. Elle joue au Valsugana Rugby de Padoue.
Son père, Massimo Bitonci, est un homme politique d'extrême droite.

## Biographie
Alia Bitonci naît le 27 mars 2006 à Moscou en Russie,. Elle est la fille de Massimo Bitonci, homme politique membre de la Ligue du Nord. 
En janvier 2025, elle joue avec la franchise fédérale du Benetton Trévise au poste de demi de mêlée.
Le 23 mars 2025, elle honore sa première cape internationale avec l'équipe d'Italie dans un match contre l'Angleterre,.